# Polet
Polet je bio tjedno glasilo tadašnjeg Saveza socijalističke omladine Hrvatske iz Zagreba osobito popularan 1980-ih. 

## Povijest tjednika
Omladinski listovi izlazili su i prije, ali nisu bili čitani (osim Omladinskog tjednika), tako da su često mijenjali imena i prestajali izlaziti. Polet, tadašnje glasilo Saveza socijalističke omladine Hrvatske – nakon stanke od 1969. ponovo je počeo izlaziti 1976. s novom redakcijom i glavnim urednikom Perom Kvesićem. 
Redakcija je veći broj stranica Poleta posvetila temama koje su onda zanimale mlade: stripu, rocku, fotografiji, filmu i raznim oblicima supkulture. Recept je upalio i list se počeo prodavati u ozbiljnim tiražama, i postao od dosadnoga suhoparnoga političkog glasila doista rado čitana novinā. Tome su pridonijeli i mladi grafički urednici (Goran Trbuljak, Mirko Ilić, Ivan Doroghi) koji su veću pažnju posvetili vizualnom (fotografiji i ilustracijama). Polet je bio promotor Novoga vala u rock glazbi, reobnove stripa i fotografije (okupio je cijelu plejadu mladih fotografa oko sebe).
Velika promjena na bolje, zbila se u jesen 1978. kad se Polet počeo tiskati u tada iznimno suvremenoj Vjesnikovoj tiskari, a ne više u staroj Borbinoj u Preradovićevoj ulici – to se osobito odrazilo na fotografije, koje su od tada puno bolje reproducirane (ali samo crno–bijele). 
Polet postaje još otkačeniji, tekstovi su mu bili u maniri ulice, s puno psovki, tada je dosizao nakladu od čak 150 000 primjeraka po broju. Slogan mu je bio Polet je kriv za sve!
Kroz redakciju Poleta prodefilirala je gomila mladih budućih novinara, književnika i fotografa, koji su svoje prve radove objavili u njemu; Jasna Babić, Rene Bakalović, Hido Biščević, Veljko Barbieri, Ratko Bošković, Vladimir Cvitan, Jozo Čondić, Branko Čegec, Dag Strpić, Slavenka Drakulić, Predrag Figenwald, Vladko Fras, Ivica Grčar, Darko Hudelist, Mirko Ilić, Željko Ivanjek, Dejan Jović, Srećko Jurdana, Marjan Jurleka, Željko Krušelj, Pero Kvesić, Jasmina Kuzmanović, Stanko Ferić, Pero Lovšin, Branko Maleš, Joško Marušić, Stjepan Orešković, Nenad Polimac, Miodrag Šajatović, Srđan Španović, Tomislav Wruss, Vjekoslav Boban, Željko Žutelija, Andrija Zelmanović, Šime Strikoman, Goran Pavelić – Pipo, Ivan Posavec, Dražen Kalenić, Milisav Vesović, Danilo Dučak, Fedor Vučemilović, Zoran Simić, Edo Popović, Marijan Grakalić, Mate Bašić, Damir Strugar, Gradimir Aleksić Grada, Ante Gugo, Jasmin Krpan,Jadranko Bitenc i drugi.
U cilju stručnoga i idejno-političkoga osposobljavanja, kao i radi poboljšanja kakvoće, profesionalnoga pristupa temama i odgovarajućega kadrovskog ekipiranja, Poletovi novinari su se obrazovali u »Poletovoj« novinarskoj školi, koja je bila organizirana kao seminar Omladinske političke škole Saveza socijalističke omladine Hrvatske u Fažani.
Polet je u svrhu vlastite promocije organizirao koncert u Domu sportova 1978. i dao priliku svojim favoritima – tada još anonimnim sastavima: Prljavom kazalištu, Parafima, Pankrtima i Azri da pokažu što znaju; za svaku sigurnost (da im dvorana ne ostane prazna) uzeli su već afirmirani sastav Leb i sol. Polet je također puno doprinio i promoviranju drugih mladih umjetnika, uključujući i sferu ozbiljne umjetnosti, poput Ive Pogorelića oko čijeg izbacivanja s natjecanja u Varšavi su poletovci – ispleli pravi skandal, koji je napravio medijsku zvijezdu od Pogorelića.

## Neki od urednika Poleta
- Pero Kvesić
- Ninoslav Pavić[5]
- Denis Kuljiš
- Zoran Franičević[6]
- Ivan Cico Kustić
- Mladen Babun
- Zoran Simić
- Ivica Buljan